# José Antonio de Mendoza Caamaño y Sotomayor

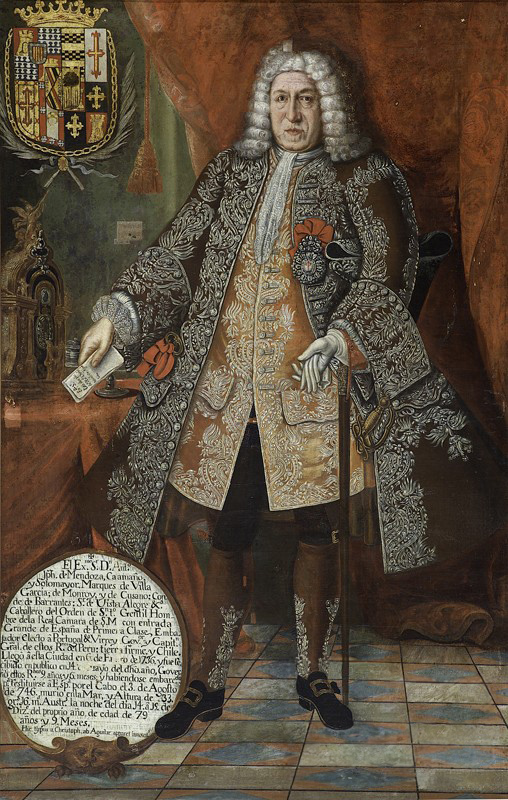
Antonio José de Mendoza, Markgraf von Villagarcía

José Antonio de Mendoza Caamaño y Sotomayor, Markgraf (marqués) von Villagarcía, Burggraf (vizconde) von Barrantes, Graf (conde) von Monroy und Cusano, Freiherr (señor) von Vista Alegre, Ruvianes, Lamas, Fuentes, Valdesar und Villanasur (* 13. März 1667 in Vegas de Matute bei Segovia, Spanien; † 14. Dezember 1746 auf See vor Kap Hoorn) war ein spanischer Kolonialverwalter, der von 1736 bis 1745 als Vizekönig von Peru amtierte.

## Leben
Mendoza entstammte einer Familie des spanischen Hochadels. Früh kam er an den Hof, wo er als Kammerherr des Königs fungierte und in den Orden von Santiago aufgenommen wurde. 1694 heiratete er Clara de Monroy, mit der er acht Kinder hatte, von denen drei das Erwachsenenalter erreichten. Seine Frau starb vor ihm. Mendoza wurde als Botschafter nach Venedig entsandt und amtierte ab 1705 als Vizekönig von Katalonien.
1735 ernannte ihn König Philipp V. zum Vizekönig von Peru. Er schiffte sich von Cádiz aus im Mai 1735 nach Südamerika ein. Mit ihm reisten die Wissenschaftler Jorge Juan y Santacilia und Antonio de Ulloa, die im Auftrag der Académie francaise den Meridianbogen am Äquator bemessen sollten.
Mendoza zog im Januar 1736 feierlich in Lima, um sein Amt zu übernehmen. Als Vertreter benannte er Pedro José Bravo de Lagunas y Castilla.
Gleich zu Beginn seiner Amtszeit zerstörte ein schweres Erdbeben 1737 die chilenische Stadt Valdivia. Nachdem die spanische Krone die Verwaltungsbezirke der Real Audiencias von Quito, Bogotá und Panamá bereits 1724 aus dem Zuständigkeitsbereich des Vizekönigreichs ausgliederte und zu einem eigenen Vizekönigreich Neugranada geformt hatte, war diese Entscheidung 1736 wieder rückgängig gemacht worden. 1740 kam es zur erneuten Ausgliederung, die dann bis zum Ende der spanischen Herrschaft in Südamerika Bestand haben sollte.
Der wesentliche Auftrag, den Mendoza aus Spanien mitgebracht hatte, war, die Wirtschaftskraft der Kolonie zu verbessern. Daher mühte er sich, die Handelsmesse in Portobelo wiederzubeleben und den anhaltenden Schmuggelhandel in den Häfen der Kolonie zu unterbinden. Die strikten Vorgaben der Krone wurden bevorzugt von privilegierten englischen Sklavenhändlern umgangen, die auf Sklavenschiffen neben den versklavten Menschen auch unverzollte Handelswaren in die spanische Kolonie brachten.
Die Bemühungen der spanischen Miliz, dies zu unterbinden, waren letztlich Auslöser des War of Jenkins’ Ear, in dem England versuchte, die spanische Vorherrschaft in Lateinamerika zu beenden. 1739 gelang es dem englischen Expeditionsheer Portobelo zu besetzen, und der Vizekönig befahl die Streitkräfte, die auf Seiten der Spanier gegen die Engländer kämpften.
Innenpolitisch war die Kolonialverwaltung zu jener Zeit korrupt, ineffizient und schlecht organisiert. Die Geo-Wissenschaftler beschrieben die Zustände bei ihrer Rückkehr schonungslos in einem Geheimbericht Noticias secretas de América, der erst nach Ende der spanischen Kolonialzeit 1826 veröffentlicht werden durfte.
In die Amtszeit des marqués Villagarcía fielen mehrere Aufstände der indigenen Bevölkerung, der sich auch Mischlinge und verarmte Spanier anschlossen. Den Aufständischen fehlte es an den militärischen Mitteln, die Kolonialherren komplett zu verjagen, aber den Spaniern gelang auch keine schnelle Niederschlagung der Revolten, die sich über die Amtszeit des Vizekönigs hinaus hinzogen.
1745 bat er um Ablösung aus seinem Amt. Er übergab sein Amt an den Gouverneur von Chile, José Antonio Manso de Velasco. Ende 1746 machte er sich auf den Weg zurück nach Europa. Als sein Schiff Kap Hoorn passiert hatte, starb er an den Folgen einer Verletzung, die er sich an Bord zugezogen hatte. Sein Sohn brachte sein Herz mit nach Spanien, das dort in Cádiz beerdigt wurde.